# Bythotiara murrayi
Bythotiara murrayi is een hydroïdpoliep uit de familie Bythotiaridae. De poliep komt uit het geslacht Bythotiara. Bythotiara murrayi werd in 1903 voor het eerst wetenschappelijk beschreven door Günther. 